# 이타쿠라 시게타카 (1667년)
이타쿠라 시게타카(일본어: 板倉重高, 1667년 1월 5일 ~ 1713년 3월 6일)는 가즈사 다카타키 번 제2대 번주, 빗추 니와세 번 초대 번주이다. 시게노부 류 이타쿠라 가(重宣流板倉家) 제2대 당주.
친부는 소노베 번주 고이데 후사토모이며 그의 3남으로 태어났다. 다카타키 선대 번주 이타쿠라 시게노부가 요절하여 시게타카가 양자로 입적하게 된다.
| 전임 이타쿠라 시게노부 | 제2대 다카타키 번 번주 (이타쿠라 가) 1684년 ~ 1699년 | 후임 폐번 |

| 전임 마쓰다이라 노부미치 | 제1대 니와세 번 번주 (이타쿠라 가) 1699년 ~ 1713년 | 후임 이타쿠라 마사노부 |